# Епоха (датум)
У хронологији епоха означава почетак одређеног временског периода. Епоха служи као референца према којој се мери време. Дани, сати и друге временске јединице се броје од епохе како би се могао означити тачан датум и време одређеног догађаја. Епохе се обично бирају тако да буду најједноставније за коришћење, односно да о њима постоји најшири могући консензус 

## Календар
Свака календарска ера започиње тачно одређеном епохом, која обично означава неки важан историјски догађај.